# Coro Li-Ron
El coro Li-Ron (en hebreo: מקהלת לי-רון) es un grupo coral israelí.
Su repertorio incluye música clásica, folklore y música judía e israelí.

## Historia
La agrupación se creó en 1980 por Ronit Shapira en el Colegio Gordon de Herzliya, Tel Aviv.
Está compuesto por tres grupos: niños de entre 6 a 11 años, adolescentes de entre 12 a 18 y un conjunto vocal.
Muchos compositores israelíes han pasado por dicho coro, entre los que destacan: Sara Shoham, Andre Hajdu, Menachem Wiesenberg, Ovadia Tuvia, Moshe Rasiuk, Mary Even-or y Moshe Zorman entre otros.
En 1994 colaboraron en la película: La lista de Schindler con el tema Oyf 'n Pripetshok.

## Discografía
- Schindler's List - Original Motion Picture Soundtrack (1994)
- A Prayer for Peace - In Memory of Yitzhak Rabin (1996)
- The Choir’s Repertoire (1996)
- Smoke and Ashes (1998)
- Berale Come Out (2000)
- The Choir’s Repertoire (2002)
- The Little Prince (2003)
- Memorial Concert Commemorating the 60th Anniversary of the Holocaust of Hungarian Jewry (2005)
- Wind & Sand (2006)
- 2010 (2011)
- Children's Songs (2012)